# Lecanora achariana
Lecanora achariana är en lavart som beskrevs av A. L. Sm. Lecanora achariana ingår i släktet Lecanora och familjen Lecanoraceae.   Inga underarter finns listade i Catalogue of Life.